# Studios des Buttes-Chaumont
Pour les articles homonymes, voir Buttes Chaumont.
Les studios des Buttes-Chaumont, baptisés « Centre René-Barthélemy » le 15 avril 1956, étaient des studios de cinéma puis de télévision situés entre la rue Carducci et la rue des Alouettes au sud du parc du même nom, dans le 19e arrondissement de Paris. Il s'y tourna un grand nombre d'émissions télévisées de la RTF, de l'ORTF, ainsi que toutes les émissions de variétés produites par la Société française de production pour TF1, Antenne 2, FR3 et La Cinq. Ils seront ensuite démolis et remplacés par des immeubles résidentiels.

## Histoire

### La cité Elgé
En 1897, Léon Gaumont fait construire, rue des Alouettes, un premier atelier cinématographique. En 1905, il y établit un théâtre cinématographique, qui a l’aspect d’un grand hall de verre (local de 45 mètres de long et de 34 mètres de haut) avec un éclairage électrique, et qu'il vantait dans une publicité comme le « plus grand studio du monde » qui prend le nom de cité Elgé (nom tiré des initiales de son créateur). Moderne pour son époque, il permettait, grâce à l'électricité, de pouvoir filmer à toute heure sans attendre la lumière du jour. Louis Feuillade y tourne Fantômas et Les Vampires de 1913 à 1917.
En 1935, les sociétés Gaumont et Pathé, frappés par la grande dépression, font faillite et les studios passent sous le contrôle de "Radio-Cinéma". Ils sont particulièrement actifs durant l'Occupation.

### L'atelier de la production télévisée
Le 15 décembre 1951, le département production de la Radiodiffusion-télévision française, à l'étroit rue Cognacq Jay, rachète les studios de la cité Elgé à l'abandon. Ils sont ravagés par un incendie le 28 février 1953 et reconstruits selon un projet proposé par l'architecte Chatelan. Trois tranches de travaux sont nécessaires à leur reconstruction.
En 1953, 4 studios sont mis à disposition de cinq grands réalisateurs de la RTF pour le tournage de dramatiques en direct :
- Le Studio 11, de 320 m2, est principalement utilisé par Stellio Lorenzi pour y tourner la série historique La caméra explore le temps[5].
- Le Studio 12, de 360 m2, est le domaine de Marcel Bluwal qui l'inaugure avec son émission Et si c'était vous..., puis y tourne de nombreuses dramatiques en direct[6].
- Le Studio 13, de 242 m2, est affecté à Jean-Christophe Averty qui y réalise son émission de variétés novatrice Les Raisins verts[7].
- Le Studio 14, de 527 m2, dans lequel Claude Loursais réalise chaque mois en direct la série d'enquêtes policières Les Cinq Dernières Minutes.

Trois ans plus tard, en 1956, des salles de répétition sont ajoutées. Les studios prennent le nom de Centre René-Barthélémy le 15 avril 1956, du nom du pionnier français de la télévision.
Une tour de relais hertzien de 85 mètres de haut est érigée en 1961 par l'architecte Roger Fauraut.

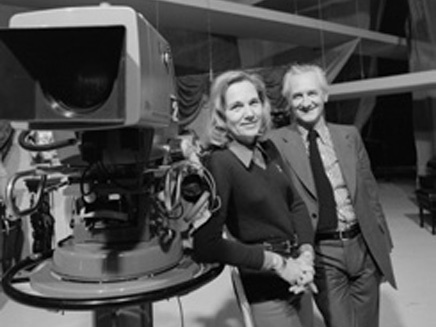
Maritie et Gilbert Carpentier sur le tournage d'une de leurs émissions au studio 17.

Le 12 avril 1967, de nouveaux studios sont inaugurés :
- Le Studio 15, d'une surface utile de 756 m2 (28 m × 27 m × 20m de haut) avec un grill d'éclairage de 270 projecteurs télécommandés, est inauguré par Maritie et Gilbert Carpentier qui y produisent leur première émission, La Grande Farandole. Par la suite, il sert notamment à l'enregistrement des émissions Le Grand Échiquier[8].
- Le Studio 16, de 468 m2.

En 1969, un nouveau studio est construit :
- Le Studio 17, de 693 m2, qui a longtemps servi à l'enregistrement des émissions de variétés de Maritie et Gilbert Carpentier, puis de Sacrée Soirée.

La surface totale du Centre René-Barthélémy est alors de 90 000 m2.
Un grand nombre d'émissions de la RTF puis de l'ORTF sont tournées dans ces studios, dont de nombreuses comédies dramatiques qui donnent le nom d'« école des Buttes-Chaumont ». Chaque studio est équipé d’une régie composée de trois parties : une pour les images, une pour le son, une autre pour la lumière. Le personnel des studios des Buttes-Chaumont est composé de peintres, menuisiers et décorateurs, pour la réalisation des décors, de costumières pour la réalisation des costumes, et de réalisateurs et techniciens.
À la suite de l'éclatement de l'ORTF, la Société française de production et de création audiovisuelle (SFP) se voit attribuer par dévolution la propriété du Centre René-Barthélémy par l'arrêté du 28 décembre 1974 et y installe son siège social. Elle continue d'y produire les dramatiques et les divertissements commandés par les trois nouvelles sociétés nationales de programme, TF1, Antenne 2 et FR3 dans le cadre de la commande obligatoire, ainsi que des productions cinématographiques.
À partir du 30 septembre 1986, la SFP n'a plus accès à la redevance, étant soumise à la législation des sociétés anonymes. Ce qui contribuera à fragiliser la société: en 1988 elle perd 120 millions de francs de chiffres d'affaires avec Antenne 2, cette dernière n'ayant commandé que 15% de son volume annuel de production à la SFP.
Les studios des Buttes-Chaumont servent de décor dans le film La Gueule de l'autre de Pierre Tchernia en 1979 ainsi que dans le film Les rois du gag de Claude Zidi en 1985.

### La destruction
Lorsque la SFP déménage ses studios à Bry-sur-Marne dans les années 1990, le Centre René-Barthélémy est fermé le 29 octobre 1993, à 20h , puis vendu en août 1994 au groupe de BTP Bouygues pour 253 millions de francs, qui le fait détruire en 1996 pour construire sur son terrain des immeubles résidentiels. Aucun bâtiment ni traces de la présence de ces studios ne subsiste; seule une allée piétonnière, le cours du Septième-Art, rappelle l'ancienne vocation des lieux. Lors de la destruction des studios en 1996, un public nombreux et nostalgiques des émissions tournées en ce lieu étaient présents, certains avec des pancartes, ou étaient écrits des messages de protestations, qui, par exemple, dénonçaient la pression immobilière, et l'argent roi. 

## Principales émissions tournées dans les studios
- 1, rue Sésame (SFP/TF1/CTW)
- Loto Chansons (SFP/Antenne 2)
- Carnaval (SFP/TF1)
- Vitamine (SFP/TF1)
- La Télé des Inconnus (SFP/Antenne 2)
- Classe mannequin (SFP/M6)
- Si ça vous chante
- Childéric (La Cinq)
- Porte magique (La Cinq)

### Studio 11
- Télé Match (RTF)
- La caméra explore le temps (RTF, ORTF)
- Les Rendez-vous du dimanche (SFP/TF1)
- La Chance aux chansons (SFP/TF1/Antenne 2)

### Studio 12
- Et si c'était vous... (RTF, ORTF)
- Grand Amphi (ORTF)
- Le Grand Échiquier''[13] (ORTF)
- Cocoricocoboy (SFP/TF1)
- Collaricocoshow (SFP/La Cinq)
- Le Bébête show (SFP/TF1)
- Télé Caroline (SFP/FR3)
- Zapper n'est pas jouer (SFP/FR3)
- La fièvre de l'après-midi (SFP/France 3)
- Hugo Délire (SFP/France 3)

### Studio 13
- Jazzorama (RTF)
- Les Raisins verts (RTF)
- Récré A2 (SFP/Antenne 2)
- Tournez manège ! (SFP/TF1)

### Studio 14
- Les Cinq Dernières Minutes (RTF, ORTF)
- Les Rendez-vous du dimanche (SFP/TF1)
- Dessinez, c'est gagné ! (SFP/Antenne 2)

### Studio 15
- La Grande Farandole (ORTF)
- Sacha Show[14] (ORTF)
- Deux sur la deux (ORTF)
- Le Grand Échiquier (SFP/Antenne 2)
- Stars (SFP/TF1)
- Le Jeu de la vérité (TF1)
- Élection Miss France 1987 (SFP/FR3)
- Sacrée Soirée de 1987 à 1988 (SFP/TF1)
- À la folie... (SFP/TF1)
- Seconde B (SFP/France 2)

### Studio 16
- Taratata (ORTF)
- L'Île aux enfants (SFP/TF1)
- Les Visiteurs du mercredi (SFP/TF1)
- Les Visiteurs de Noël (SFP/TF1)
- Fugues à Fugain (SFP/TF1)
- Le Village dans les nuages (SFP/TF1)
- Gym Tonic (A2)
- Panique sur le 16 (SFP/TF1)
- Ciel, mon mardi ! (SFP/TF1)

### Studio 17
- La grande lucarne (ORTF)
- Les Grands Enfants (ORTF)
- Les Z'heureux Rois z'Henri (ORTF)
- Les Maudits Rois fainéants (ORTF)
- À la manière 2 (ORTF)
- Top à... (ORTF)
- Numéro Un (SFP/TF1)
- Sacrée Soirée de 1988 à 1990 (SFP/TF1)
- Sacha Show
- Avis de Recherche (TF1)
- Le Jeu de la vérité (TF1)
- Porte Bonheur (TF1)
- Grand Public (TF1)

## Documentaire
Le documentaire consacré à l'histoire des studios, Les Buttes-Chaumont, Studios de légende, réalisé par Jean-François Méplon et Fabien Lepage, produit par Olivier Wlodarczyk pour Egodoc, est diffusé le 3 avril 2015 sur France 3 Paris Île-de-France.